# Zand van Hauset
Het Zand van Hauset is een laag in de ondergrond van Nederlands Zuid-Limburg en het omringende gebied in Duitsland en België. Het Zand van Hauset is onderdeel van de Formatie van Aken en stamt uit het Krijt (het Santonien).
Deze kalksteenlaag is vernoemd naar Hauset.

## Stratigrafie
Normaal gesproken ligt het Zand van Hauset boven op het oudere Zand van Aken (ook uit de Formatie van Aken) en onder het jongere Zand van Raren (uit de Formatie van Vaals). Tussen de zandlagen Raren en Hauset bevindt zich de Horizont van Raren. Tussen de zandlagen Hauset en Aken bevindt zich de Horizont van Flög.

## Zand
De typelocatie van de Zand van Hauset is de Groeve Bingeberg bij Hauset.